# ألبليورن
ألبليورن (بالإنجليزية: Älplihorn) هو أحد جبال سلسلة جبال الألب ألبولا ويقع في كانتون غراوبوندن في سويسرا. يحتل المرتبة رقم 207 في قائمة جبال سويسرا من حيث الارتفاع، إذ يبلغ ارتفاعه حوالي 3006 متر، بينما يبلغ ارتفاع نتوء الجبل 426 متر.